# Gotthold Ephraim Lessing
Gotthold Ephraim Lessing (Kamenz, 22 gennaio 1729 – Braunschweig, 15 febbraio 1781) è stato uno scrittore, filosofo e drammaturgo tedesco, ritenuto il principale esponente dell'Illuminismo letterario e filosofico tedesco.

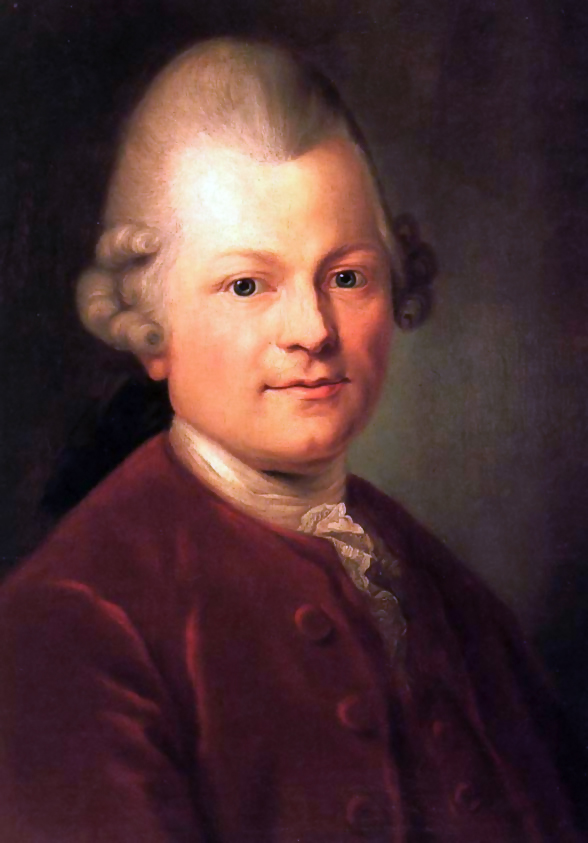
Gotthold Ephraim Lessing

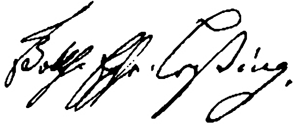
Firma di Lessing

Lessing divenne celebre per i suoi drammi Minna von Barnhelm (1767), Miss Sara Sampson (1755), Emilia Galotti (1772) e soprattutto Nathan il saggio (1779), in cui esponeva i suoi ideali di solidarietà e tolleranza.
Scrisse diversi saggi di estetica, tra cui il Laocoonte ovvero sui confini della pittura e della poesia (1766), importante per la sua confutazione dell'idea classica di equivalenza tra poesia e pittura: contro la pretesa "unità" dell'arte Lessing si esprimeva per la "pluralità" e per la differenziazione, ed insieme per la legittimità del "brutto" in estetica. Fondatore nel Laocoonte di quello che in termini moderni si può definire principio di astrazione, opposto al "pernicioso" e fino allora saldissimo principio dell'imitazione. In questo modo Lessing innesca il "libero gioco dell'immaginazione" contrapposto alla mera copia di ciò che è già disponibile in natura.

## Biografia

### Infanzia e prima istruzione

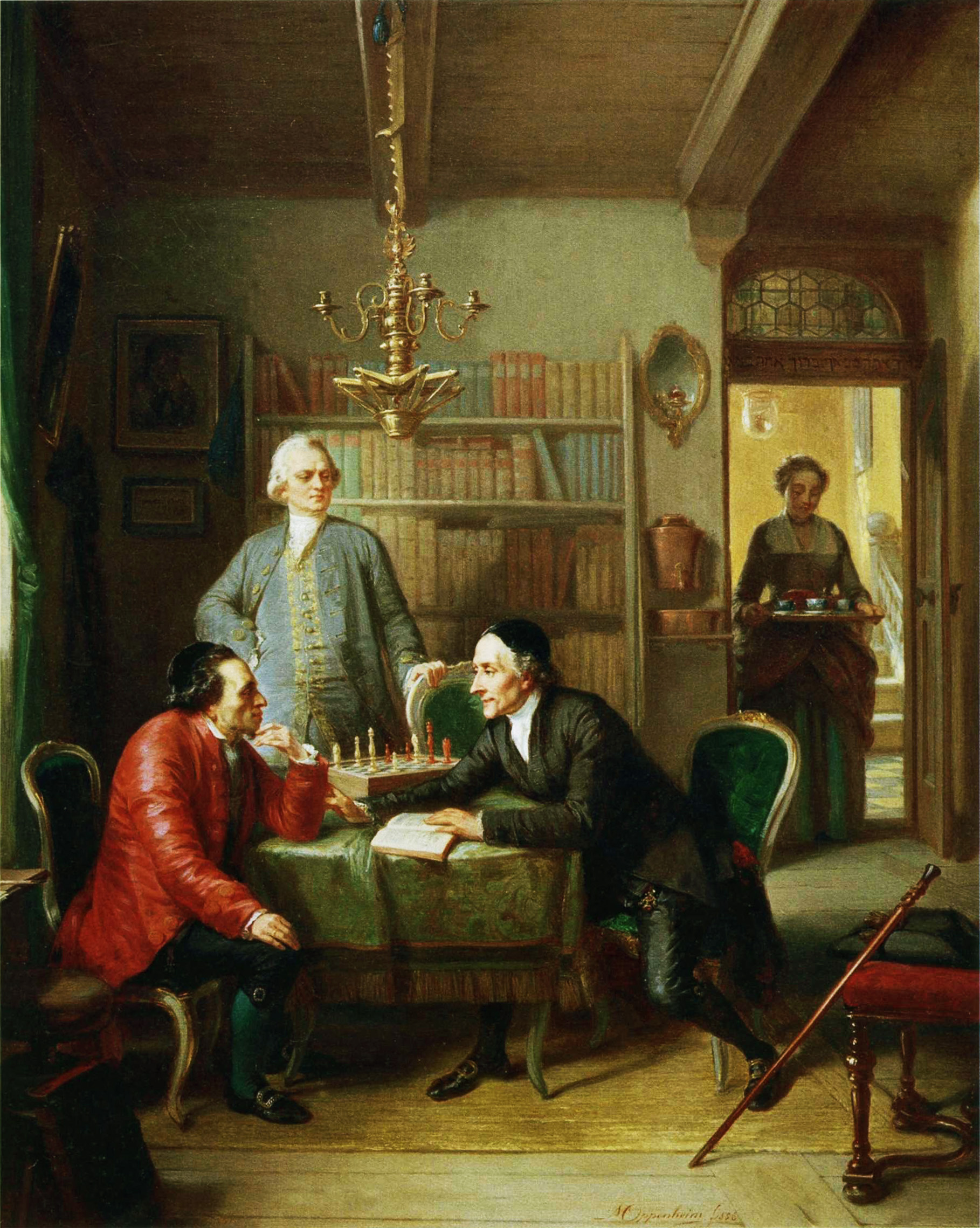
A destra Johann Kaspar Lavater, teologo svizzero che tenta di convertire al Cristianesimo Moses Mendelssohn. Dietro ai due, Gotthold Ephraim Lessing vicino a una tavola per gli scacchi, suo gioco preferito.

Lessing è il terzo dei dodici figli di Johann Gottfried Lessing (1693-1770) e Justina Salome Feller (1703-1777). La famiglia di Lessing era una famiglia di Kamenz, un piccolo borgo di tremila abitanti nell'alta Lusazia, uno dei più poveri della Sassonia. Suo padre, pastore protestante, gli fornisce una prima istruzione di stampo religioso; successivamente lo affiderà alle cure di suo cugino Christlob Mylius. Lessing ha successivamente l'opportunità di studiare in una delle tre scuole d'eccellenza della Sassonia, la scuola di S. Afra a Meißen.
Lessing studia in questa scuola a partire dal 1741 e vi rimarrà fino al 1746. Le materie insegnate erano varie, fra queste, vi erano Greco e Latino, alcune lingue contemporanee, e, ovviamente religione. Fu uno studente assiduo e ottenne la licenza con un anno in anticipo. Più tardi, nella sua prefazione del 1754 alla terza parte dell'edizione completa delle sue opere, parlerà di quegli anni come "i soli veramente felici" della sua vita.

### Lipsia
Iniziò l'università nelle facoltà di teologia e medicina a Lipsia. La città grazie alla sua posizione strategica, era il principale centro del commercio tedesco e anche la sede della fiera annuale del libro, punto d'incontro di innumerevoli stranieri. Egli si convinse che i libri lo avrebbero reso erudito, ma non avrebbero mai fatto di lui un uomo. Quell'anno nacque in Lessing la passione per il teatro e il palcoscenico.
A 19 anni mise in scena con grande successo una sua commedia, Il giovane erudito, che aveva per tema la satira contro il mondo degli eruditi, che egli ben conosceva. Per le frequentazioni di Lessing con un suo cugino Christlob Mylius, un libertino spinoziano, i genitori scandalizzati lo richiamarono a casa e sua sorella bruciò tutte le sue poesie. La compagnia teatrale di Johann Neuber si sciolse per bancarotta e Lessing, che ne era il garante, dovette scappare a Berlino, dove conobbe Voltaire.

### Berlino

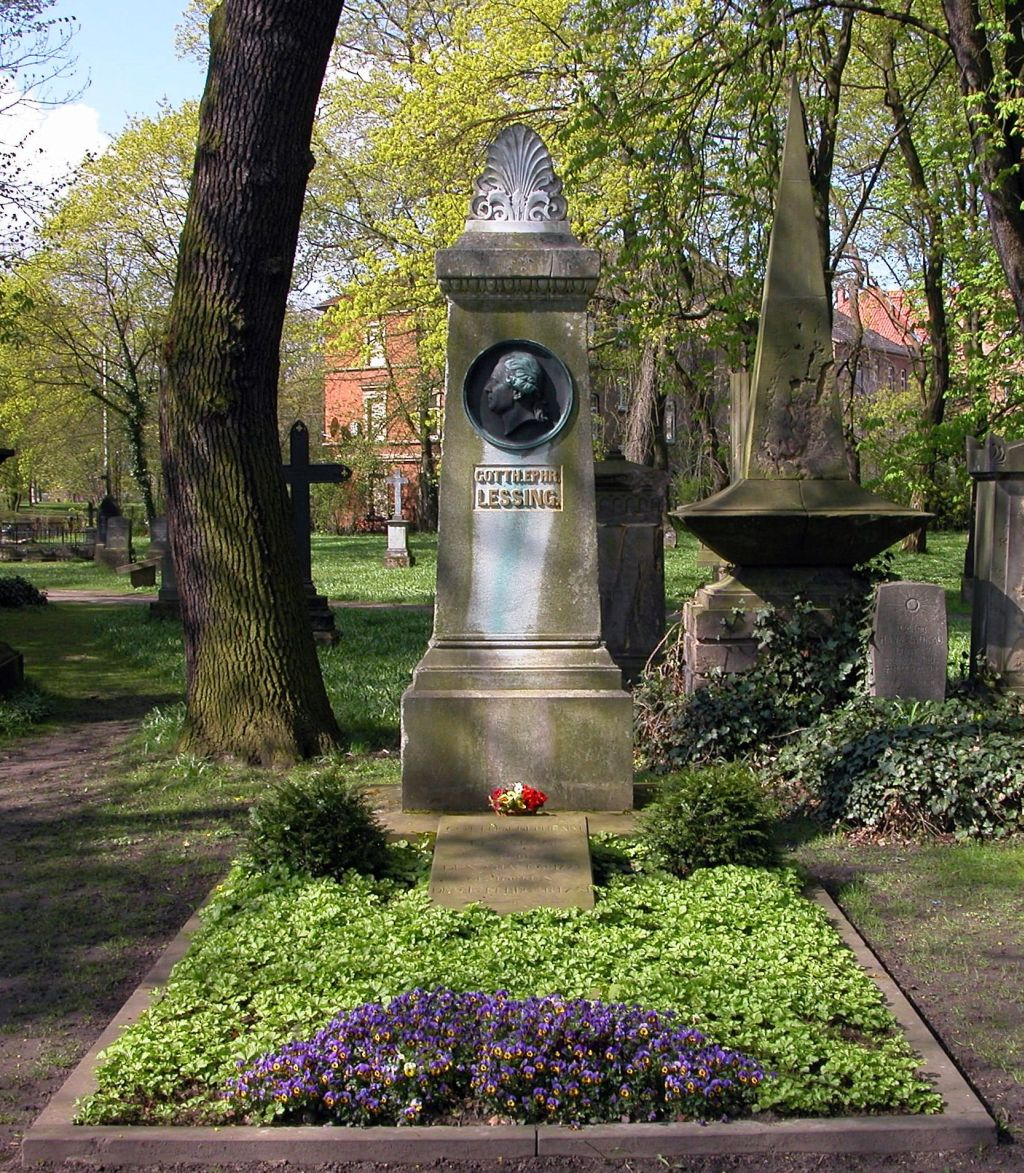
Tomba di Lessing a Braunschweig

Berlino era città ancora più grande di Lipsia, ma non aveva né un'università né un teatro. La residenza di Potsdam del re Federico II di Prussia mirava a imitare Versailles con la propria corte, quindi le rappresentazioni teatrali erano in francese, unica lingua ammessa a corte, ed erano riservate esclusivamente all'aristocrazia. Dal 1751 lavorò al Berliner Privilegierten Zeitung, come recensore e redattore. Nel 1752 conobbe Karl Wilhelm Ramler, Friedrich Nicolai, Ewald Christian von Kleist, Johann Georg Sulzer e strinse una stretta amicizia con Moses Mendelssohn. Nel 1755 tornò a Lipsia.
Negli anni successivi accompagnò Johann Gottfried Winkler nei suoi viaggi di formazione attraverso i Paesi Bassi, l'Inghilterra e la Francia, finché la guerra dei sette anni li costrinse a fermarsi ad Amsterdam. In questi anni Lessing conobbe Johann Wilhelm Gleim, Friedrich Gottlieb Klopstock e Conrad Ekhof. Nel 1758 tornò a Berlino, dove, con Friedrich Nicolai e Moses Mendelssohn, creò il giornale letterario Briefe, die neuste Literatur betreffend.

### Breslavia e Amburgo
Dal 1760 al 1765 lavorò a Breslavia come segretario del generale Tauentzien, e nel 1767 lavorò come drammaturgo e consigliere al Teatro Nazionale di Amburgo, che chiuse però nel 1769 a causa di problemi finanziari. In quel teatro venne rappresentata la commedia drammatica Minna von Barnhelm e Lessing fece la conoscenza di Friedrich Ludwig Schröder, Carl Philipp Emanuel Bach, Johann Melchior Goeze, ma anche della sua futura moglie Eva König, in quell'anno ancora sposata. Sempre nel 1769 diventò membro esterno dell'Accademia delle Scienze di Berlino.

### Wolfenbüttel
Nell'anno 1770 lavorò nella piccola cittadina di Wolfenbüttel come bibliotecario della Herzog August Bibliothek. Lì scopri un'opera dell'alto medioevo: Schedula diversarum artium di Theophilus Presbyter, che pubblicò col titolo Pittura ad olio di Theophilus Presbyter. Seguace della filosofia di Spinoza, nella notte tra il 14 e il 15 ottobre 1771 fu iniziato alla Massoneria nella loggia "Zu den drei goldenen Rosen" (Alle tre rose d'oro) di Amburgo, che praticava il rito di Johann Wilhelm Kellner von Zinnendorf. Nello stesso anno si innamorò di Eva König, ormai vedova. Dal 1775 il suo lavoro come bibliotecario viene interrotto da numerosi viaggi a Lipsia, Berlino, Dresda, Praga. Si recò anche in udienza presso l'imperatore Giuseppe II, per inseguire la sua amata nei suoi frequenti spostamenti.
Viaggiò in Italia come accompagnatore del principe Leopoldo di Brunswick-Wolfenbüttel, fermandosi a Milano, Venezia, Firenze, Genova, Torino, Roma, Napoli e in Corsica. Nell'ottobre 1776 sposò Eva König. La sera di Natale del 1777 la donna diede alla luce un figlio, che però morì il giorno dopo. Dopo pochi giorni morì la stessa Eva König, a causa del parto. Nel 1779 la salute di Lessing cominciò a peggiorare. Egli morì nel 1781, mentre era in visita da un amico a Braunschweig e qui vi fu sepolto; la sua tomba venne ritrovata 20 anni dopo da Carl Schiller.

## Il pensiero
Come rappresentante di spicco dell'Illuminismo tedesco Lessing viene considerato un precoce pensatore della presa di coscienza della classe borghese della sua identità e forza sociale.
Tema ricorrente nel pensiero di Lessing è quello che la ricerca è superiore al possesso della verità:
(G. E. Lessing, Una replica)
È questa una tipica posizione illuministica antidogmatica, secondo la quale ogni conoscenza acquisita deve essere aperta alle correzioni e ai contributi che vengono dalle nuove esperienze, così che la conoscenza autentica non è quella di chi difende le posizioni raggiunte ma quella di chi si espone alla ricerca rischiosa di nuovi risultati:
(G. E. Lessing, Riabilitazione di G. Cardano)
Questa sua concezione della filosofia rende il pensiero di Lessing non sistematico, ma costituito da interventi diversificati, spesso polemici, su tutti i temi della cultura tedesca della sua epoca.

### L'estetica
Autore di testi teatrali, Lessing ha scritto importanti saggi di critica estetica. Nel Del Laocoonte..., uno scritto del 1766 che ha per sottotitolo Dei limiti della pittura e della poesia, Lessing sostenne in polemica con Winckelmann che le arti figurative e quelle letterarie, pur avendo in comune il fine di imitare la natura, per tale scopo «usano mezzi diversi e da questa diversità discendono le regole particolari per ciascuna». Perciò la poesia non è accostabile alla pittura poiché opera "nel tempo", mentre le arti figurative operano nello "spazio", devono raffigurare «i corpi e le realtà sensibili di questi» nello spazio e perciò possono rappresentare «solo un unico momento dell'azione».
È questo il tema principale del saggio, che è anche una vasta analisi dei concetti estetici, non più relativi solo alla descrizione delle opere dell'arte, ma alla loro concettualizzazione filosofica. Egli affermava:
La pittura dunque rappresenta i corpi nello spazio "bloccati" nel tempo, poiché la pittura può solo operare nella stasi di un istante.
Criticò in particolare l'imitazione dei dipinti di nudo francesi. La poesia, lavorando con una successione di parole, è invece dinamica. Anche la musica lo è, poiché le note si susseguono "nel tempo". All'opposto, l'architettura è arte dello spazio e al massimo grado di staticità.
Con i suoi scritti critici e teorici sull'arte teatrale, come con il suo stesso lavoro come autore, cercò di contribuire allo sviluppo di un nuovo teatro borghese in Germania.
Si pose contro le autorevoli teorie letterarie di Johann Christoph Gottsched e la sua scuola e si espresse, nella Drammaturgia di Amburgo, a favore del ritorno dei concetti teatrali di Aristotele, in particolare per la regola dell'unità e per l'introduzione della catarsi nelle tragedie, e ripropose il modello teatrale dei lavori di Shakespeare.
Per quanto concerne la bruttezza nell'arte, Lessing osserva che essa prevale nella realtà rispetto alla bellezza. Quindi, dovendo l'arte testimoniare la realtà, anche il brutto va considerato; ma è proprio specifica dell'arte la capacità di adoperare il brutto per produrre bellezza. Il brutto raggiunge il suo più alto grado di trasfigurazione in bellezza nella poesia, perché il brutto è più dinamico del bello.

### Il pensiero religioso
Per la concezione della religione, Lessing in un primo tempo sostenne una visione razionalistica per cui la religione rivelata deve confermare le verità della religione naturale.
In un secondo momento Lessing sembra adeguarsi a una concezione più vicina all'ortodossia, ma in realtà assume una posizione di negazione della religione.
I deisti, afferma Lessing, criticano le religioni positive in nome di una religione naturale costituita essenzialmente da regole etiche, ma così facendo essi sostituiscono ai valori assoluti delle religioni rivelate quelli, altrettanto assoluti, della religione razionale.
Egli invece vuole dare un fondamento storico alle religioni positive che si estenda anche alla religione naturale. Nell'Educazione del genere umano, Lessing ritiene che le varie religioni che si sono costituite nel corso della storia non sono nient'altro che le espressioni di un patrimonio di verità che l'uomo ha scoperto progressivamente per suo conto nel corso della storia. Ogni religione quindi risente delle circostanze storiche in cui è nata e il suo valore è relativo alla situazione storica che l'ha determinata. 
La rivelazione delle religioni positive ha un compito pedagogico primario: educare l'uomo a quelle verità che poi sarà in grado di capire razionalmente da solo.
L'uomo e la sua ragione sono padroni della storia da cui emerge progressivamente l'illuminazione della verità.
Coerentemente con quest'impostazione, Lessing concepì il più completo ed incisivo appello alla tolleranza mai partorito dall'Illuminismo tedesco: fu infatti il solo a rivendicare esplicitamente la pari dignità di ebrei, musulmani, cattolici e protestanti, postulando un'uguaglianza intrinseca cui non poteva non far riscontro un'uguaglianza giuridica. Importante fu, in questo senso, anche il suo celebre lavoro teatrale Nathan il saggio ("Nathan der Weise",1779).

## Critiche del suo pensiero
Heinrich Heine attribuisce a Lessing il merito di essere stato un acuto polemista e di aver così conservato memoria di piccoli autori che senza le sue citazioni sarebbero oggi del tutto sconosciuti:
(Heinrich Heine)
Sostanzialmente simile la concezione di Nietzsche dell'opera di polemista di Lessing, con in più un giudizio negativo esteso alla sua produzione filosofica, letteraria e teatrale di cui resta memoria esclusivamente per la capacità di Lessing di dare un abbellimento manieristico e formale alle sue opere.
(Friedrich Nietzsche)

## Opere

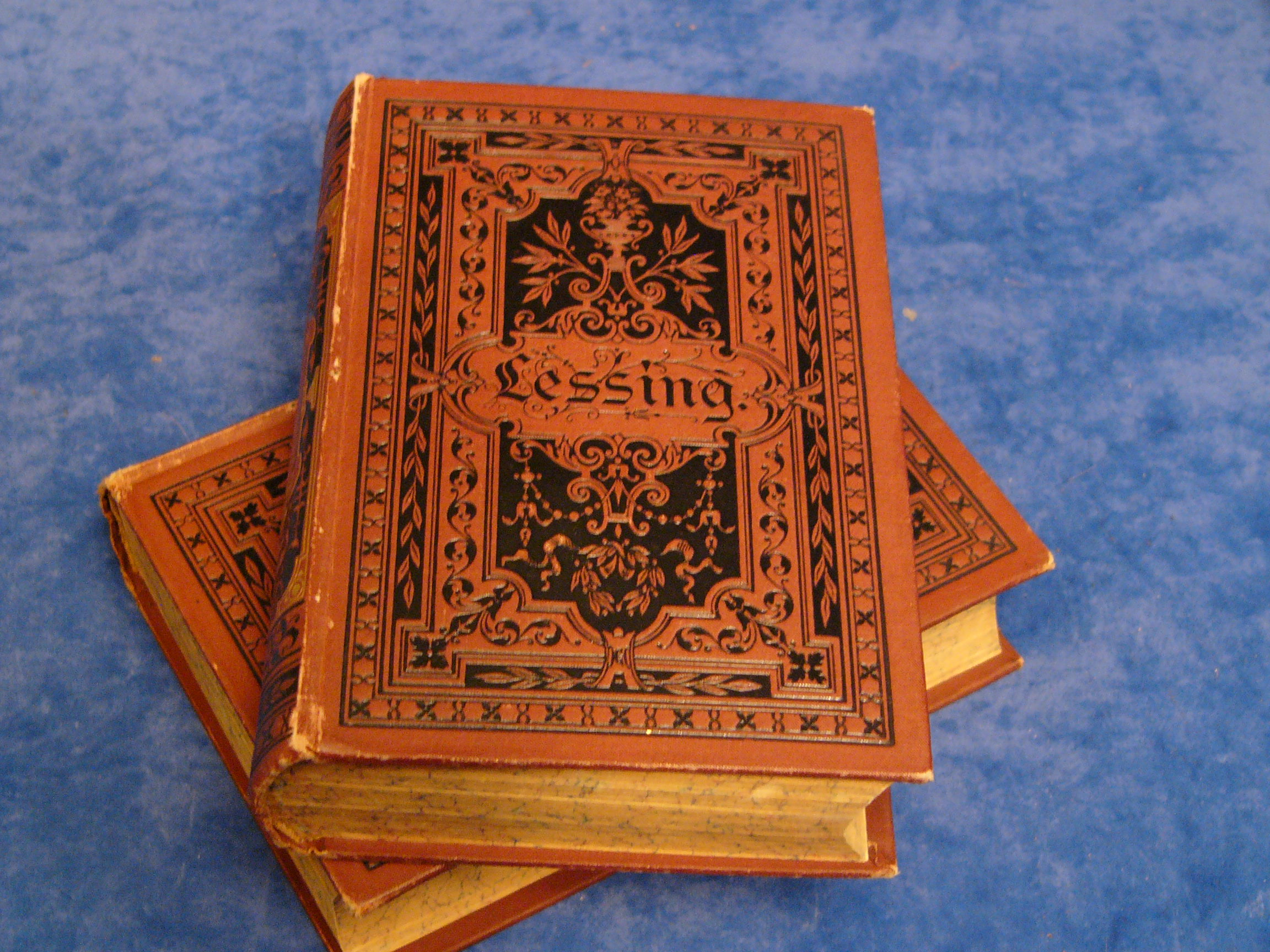
Raccolta di opere di Lessing

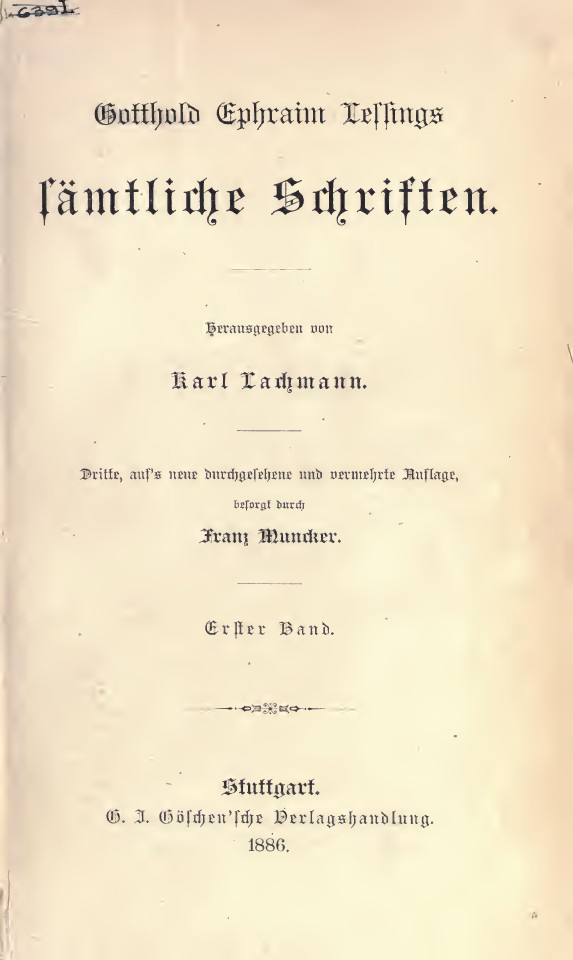
Raccolta del 1886 di opere di Lessing

### Saggi
- Critica dei Captivi di Plauto (1750)
- Pope ein Metaphysiker (1755)
- Riabilitazioni di Orazio
- Trattazioni sulla favola (1759)
- Sul modo in cui la religione cattolica si è propagata e diffusa (1763-1764)
- Il libero pensatore
- Laocoonte ovvero sui confini tra poesia e pittura (1766)
- Come gli antichi raffiguravano la morte (1769)
- Leibniz sulle pene eterne (1773)
- Alcune notizie autentiche su Adam Neuser (1774)
- Sulla tolleranza verso i deisti (1774)
- Su un compito attuale (1776)
- Ciò di cui la religione rivelata si proclama maggiormente sicura è quel che appunto me la rende particolarmente sospetta
- Tesi tratte dalla storia della Chiesa (1776)
- Contributi per la storia tratti dai tesori della biblioteca di Wolfenbüttel
- Leibniz sulle pene eterne
- Sul cosiddetto «argomento dello spirito e della forza»
- Obiezioni di A. Wisswatius sulla Trinità
- Apologia in difesa degli adoratori razionali di Dio
- Nuova ipotesi sugli evangelisti
- Vangelo di Giovanni
- Anti-Goeze (1780)
- Ernst und Falck. Dialoghi per massoni (1778)
- L'educazione del genere umano (1780)

### Teatro
- Damone o la vera amicizia (1747)
- Il giovane erudito (1747)
- La zitella (1748)
- Il misogino (Il nemico delle donne) (1748)
- Lo spirito libero (1749)
- Gli ebrei (1749)
- Samuel Henzi (1749)
- Il tesoro (1750)
- Miss Sara Sampson (1755)
- Philotas (1759)
- Minna von Barnhelm (1767)
- Emilia Galotti (1772)
- Nathan il saggio (1779)

### Scritti di Lessing
- (DE) Gotthold Ephraim Lessing, [Opere]. 1, Stuttgart, G. J. Goschen'sche Verlagshandlung, 1886. URL consultato il 7 marzo 2015.
- (DE) Gotthold Ephraim Lessing, [Opere]. 2, Stuttgart, G. J. Goschen'sche Verlagshandlung, 1886. URL consultato il 7 marzo 2015.
- (DE) Gotthold Ephraim Lessing, [Opere]. 3, Stuttgart, G. J. Goschen'sche Verlagshandlung, 1887. URL consultato il 7 marzo 2015.
- (DE) Gotthold Ephraim Lessing, [Opere]. 4, Stuttgart, G. J. Goschen'sche Verlagshandlung, 1889. URL consultato il 7 marzo 2015.
- (DE) Gotthold Ephraim Lessing, [Opere]. 5, Stuttgart, G. J. Goschen'sche Verlagshandlung, 1890. URL consultato il 7 marzo 2015.
- (DE) Gotthold Ephraim Lessing, [Opere]. 6, Stuttgart, G. J. Goschen'sche Verlagshandlung, 1890. URL consultato il 7 marzo 2015.
- (DE) Gotthold Ephraim Lessing, [Opere]. 7, Stuttgart, G. J. Goschen'sche Verlagshandlung, 1891. URL consultato il 7 marzo 2015.
- (DE) Gotthold Ephraim Lessing, [Opere]. 8, Stuttgart, G. J. Goschen'sche Verlagshandlung, 1892. URL consultato il 7 marzo 2015.
- (DE) Gotthold Ephraim Lessing, [Opere]. 9, Stuttgart, G. J. Goschen'sche Verlagshandlung, 1893. URL consultato il 7 marzo 2015.
- (DE) Gotthold Ephraim Lessing, [Opere]. 10, Stuttgart, G. J. Goschen'sche Verlagshandlung, 1894. URL consultato il 7 marzo 2015.
- (DE) Gotthold Ephraim Lessing, [Opere]. 11, Stuttgart, G. J. Goschen'sche Verlagshandlung, 1895. URL consultato il 7 marzo 2015.
- (DE) Gotthold Ephraim Lessing, [Opere]. 12, Stuttgart, G. J. Goschen'sche Verlagshandlung, 1897. URL consultato il 7 marzo 2015.
- (DE) Gotthold Ephraim Lessing, [Opere]. 13, Stuttgart, G. J. Goschen'sche Verlagshandlung, 1898. URL consultato il 7 marzo 2015.
- (DE) Gotthold Ephraim Lessing, [Opere]. 14, Stuttgart, G. J. Goschen'sche Verlagshandlung, 1900. URL consultato il 7 marzo 2015.
- (DE) Gotthold Ephraim Lessing, [Opere]. 15, Stuttgart, G. J. Goschen'sche Verlagshandlung, 1904. URL consultato il 7 marzo 2015.
- (DE) Gotthold Ephraim Lessing, [Opere]. 16, Stuttgart, G. J. Goschen'sche Verlagshandlung, 1907. URL consultato il 7 marzo 2015.
- (DE) Gotthold Ephraim Lessing, [Opere]. 17, Stuttgart, G. J. Goschen'sche Verlagshandlung, 1904. URL consultato il 7 marzo 2015.
- (DE) Gotthold Ephraim Lessing, [Opere]. 18, Stuttgart, G. J. Goschen'sche Verlagshandlung, 1905. URL consultato il 7 marzo 2015.
- (DE) Gotthold Ephraim Lessing, [Opere]. 19, Stuttgart, G. J. Goschen'sche Verlagshandlung, 1907. URL consultato il 7 marzo 2015.
- (DE) Gotthold Ephraim Lessing, [Opere]. 20, Berlin und Leipzig, G. J. Goschen'sche Verlagshandlung, 1915. URL consultato il 7 marzo 2015.
- (DE) Gotthold Ephraim Lessing, [Opere]. 21, Berlin und Leipzig, G. J. Goschen'sche Verlagshandlung, 1924. URL consultato il 7 marzo 2015.
- G. E. Lessing, Werke. a cura di J. Petersen e W. von Olshausen, Berlino 1925-1935, 25 voll.
- G. E. Lessing, Gesammelte Werke, a cura di P. Rilla, Berlino 1954-1958, 10 voll.
- G. E. Lessing, Sämtliche Schriften a cura di Karl Lachmann, Berlino, Walter de Gruyter 1968

### Traduzioni italiane
- G. E. Lessing, J. G. Herder, Dialoghi per massoni, Milano, Bompiani, 2014.
- Osservazioni sparse sull'epigramma e alcuni dei più distinti epigrammatisti, Napoli, Liguori, 2009.
- Laocoonte, Palermo, Aesthetica, 2007.
- Opere filosofiche, a cura di Guido Ghia, Torino, UTET, 2006.
- Nathan il saggio Milano, Garzanti, 2006.
- Minna von Barnhelm, ovvero, La fortuna del soldato: commedia in cinque atti, Venezia, Marsilio, 2004.
- Trattati sulla favola, Roma, Carocci, 2004.
- Gli ebrei, Milano, Bompiani, 2002.
- Religione e libertà, Brescia, Morcelliana, 2000.
- L'educazione del genere umano, a cura di Luciano. Canfora, Palermo, Sellerio 1997.
- Il teatro della verità: massoneria, utopia, libertà, Milano, Mimesis, 1997.
- La religione dell'umanità, Bari, Laterza, 1991.
- Come gli antichi raffiguravano la morte, Palermo, Novecento, 1983.
- Drammaturgia d'Amburgo, Roma, Bulzoni, 1975.

### Studi su Lessing
- Fausto Cercignani (curatore), Studia theodisca. Gotthold Ephraim Lessing, Milano, Edizioni dell'Arco, 1994.
- Barbara Fischer, Thomas C. Fox (a cura di), A Companion to the Works of Gotthold Ephraim Lessing, Rochester, Camden House, 2005-
- Nicolao Merker, Introduzione a Lessing, Roma-Bari, Laterza, 1991.
- Nicolao Merker, L'Illuminismo in Germania. L'età di Lessing, Roma, Editori Riuniti, 1989.
- Hugh Barr Nisbet, Gotthold Ephraim Lessingː His Life, Works, and Thought, New York, Oxford University Press, 2013.
- Francesca Tucci, Le passioni allo specchio. "Mitleid" e sistema degli affetti nel teatro di Lessing, Roma, Edizioni dell'Istituto Italiano di Studi Germanici, 2005.
- Toshimasa Yasukata, Lessing's Philosophy of Religion and the German Enlightenmentː Lessing on Christianity and Reason, New York, Oxford University Press, 2002.